# En maler
En maler er en dansk kortfilm fra 2013 med instruktion og manuskript af Hlynur Pálmason.

## Handling
Filmen følger en succesfuld kunstner, som lever alene og isoleret. Her koncentrerer han sig udelukkende om sit arbejde. Men han tvinges til at tage stilling, når verden udenfor banker på, og han søn kommer på uanmeldt besøg. Pludselig finder han sig selv i et kaos, der bringer ham og hans arbejde ud af balance.

## Medvirkende
- Ingvar Eggert Sigurðsson - Maler
- Elliott Crosset Hove - Søn
- Ida Cæcilie Rasmussen - Kvinde
- Peter Sloth Madsen - Interviewer
- Mads Riisom - Fotograf